# 蒂尔尼
蒂尔尼（法語：Turny，法語發音：[tyʁni]）是法国勃艮第-弗朗什-孔泰大区约讷省的一个市镇，属于欧塞尔区。

## 地理
蒂尔尼（48°2'6"N, 3°44'47"E）面积24.87 平方千米，位于法国勃艮第-弗朗什-孔泰大區约讷省，该省份为法国中北部内陆省份，西接卢瓦雷省，西北接塞纳-马恩省，南至涅夫勒省，东临科多尔省，东北与奥布省接壤。
与蒂尔尼接壤的市镇（或旧市镇、城区）包括：奥特地区伯尔、沙耶、讷维索图尔、圣弗洛朗坦、索尔默里、沃尼济。

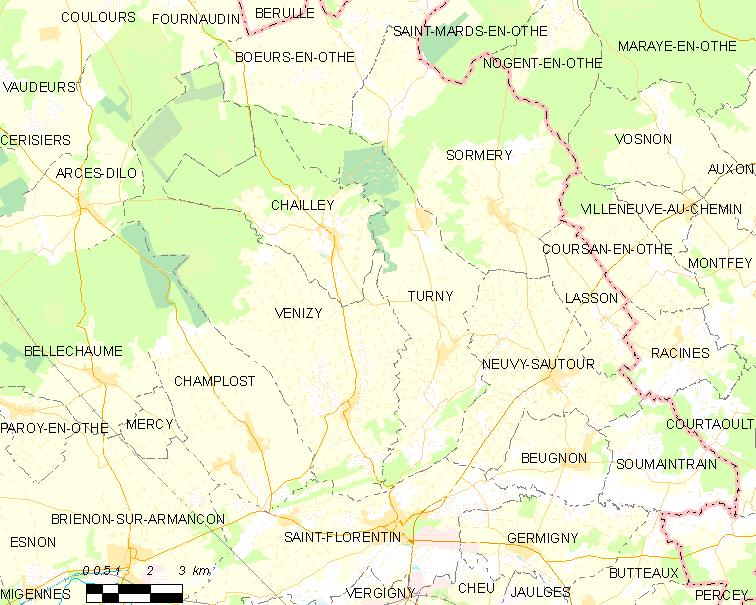
蒂尔尼的OSM定位图

蒂尔尼的时区为UTC+01:00、UTC+02:00（夏令时）。

## 行政
蒂尔尼的邮政编码为89570，INSEE市镇编码为89425。

## 政治
蒂尔尼所属的省级选区为圣弗洛朗坦县。

## 人口

1962-2008年间蒂尔尼人口变化图示

蒂尔尼于2022年1月1日时的人口数量为650人。